# Stefano Bordon
Stefano Bordon (Rovigo, 2 febbraio 1968) è un ex rugbista a 15 e allenatore di rugby a 15 italiano, già tre quarti centro del Rovigo per 12 stagioni, e campione d'Europa con la Nazionale italiana.

## Biografia
Da sempre nel rugby (iniziò a giocare all'età di 8 anni) e cresciuto nel Rovigo, club nel quale militò fino al 2000 a parte una parentesi al Tolone, in Francia, Bordon vinse con il club rossoblu due campionati, nel 1988 e nel 1990.
Messosi in luce a livello nazionale, fu convocato da Bertrand Fourcade nella selezione azzurra, nella quale esordì nel 1990 alle qualificazioni alla Coppa del Mondo di rugby 1991 contro la Romania.
Oltre a vantare la partecipazione alle Coppe del Mondo del 1991 nel Regno Unito e del 1995 in Sudafrica, Bordon fece parte della Nazionale che ottenne i risultati più prestigiosi dell'epoca immediatamente precedente all'ingresso dell'Italia nel Sei Nazioni: fu presente in due vittorie contro l'Irlanda e, soprattutto, la conquista della Coppa FIRA 1995-97 a Grenoble, nella finale vinta contro la Francia per 40-32.
Quella di Grenoble fu anche l'ultima presenza internazionale di Bordon, che successivamente, nel 2000, lasciò Rovigo per giocare tre stagioni nel CUS Verona.

Bordon in placcaggio su Jonah Lomu durante un test match tra e a Bologna nel 1995

Smessa l'attività nel 2003, nella stagione successiva iniziò ad allenare, partendo proprio dal club veronese che lo vide giocatore per l'ultima volta; nel 2004 al Colorno e nel 2005 al Modena, nel 2006 firmò un biennale con l'Amatori Alghero; dopo solo una stagione, peraltro conclusa al quarto posto e l'ingresso in serie A, Bordon lasciò il club sardo per trasferirsi al Rugby Roma, sempre in serie A; alla fine della stagione 2007-08 la squadra fu promossa nel Super 10; a metà stagione, nel gennaio 2009, il club romano annunciò l'esonero del tecnico; le motivazioni addotte per l'esonero spinsero Bordon a emettere un comunicato di preannuncio di azione legale nei confronti della Rugby Roma.
Nel successivo arbitrato federale, la cui sentenza fu emessa nel marzo 2010, a Bordon fu riconosciuta la legittimità del suo operato e il club fu condannato a rifondergli un risarcimento danni di 87 000 euro.
Dopo l'esonero Bordon fu ingaggiato come consulente tecnico di SPQRugby, consorzio con sede a Roma propostosi come franchigia per il centro-sud Italia per la Celtic League, dopo che il consiglio direttivo di quest'ultima aveva deciso l'allargamento del torneo a due compagini italiane.
Di nuovo all'Amatori Alghero in serie A/2 nel luglio 2009, la seconda esperienza in Sardegna terminò a gennaio 2010 dopo i risultati non soddisfacenti ottenuti dalla squadra.
Nel dicembre 2010 Bordon assunse la guida del Badia, formazione del rodigino che militava in serie A1; dopo una salvezza ottenuta alla fine della prima stagione e un quarto posto in quella successiva, la società e l'allenatore decisero di separare le loro strade.
A dicembre 2012 fu chiamato a sostituire Francesco Mazzariol alla guida dei Crociati di Parma ultimi in classifica di Eccellenza; al termine della stagione la squadra si salvò dopo avere vinto uno spareggio contro L’Aquila, giunta a pari punti dei parmigiani.
A febbraio 2014 assunse la guida del CUS Genova che lo ingaggiò a metà stagione con l'obiettivo di portare la squadra, ultima in classifica di A2, almeno agli spareggi-salvezza, compito portato a termine a fine stagione vincendo il play-out contro il Romagna.
Dopo un'ulteriore stagione, Bordon si dimise alla fine del campionato 2015-16.

## Palmarès
- Coppa FIRA : 1
Italia: 1995-97
- Campionati italiani: 2
Rovigo: 1987-88; 1989-90